# جايهوب
جونق هوسوك (بالإنجليزية: Jung Ho-seok) (الكورية: 정호석) معروف باسمه الفني جايهوب (بالإنجليزية: J-Hope) (الكورية: 제이홉) مغني راب وراقص وملحن ومصمم رقصات كوري جنوبي. بدأ مسيرته الفنية سنة 2013 بعد ترسيمه في الفرقة الكورية بي تي أس تحت إدارة وكالة بيغ هيت الترفيهية. أصدر جايهوب أول ميكستايب منفرد له «هوب ورلد» عالميًا في الأول من شهر مارس عام 2018. وقد تلقى الميكستايب قبولًا إيجابيًا حين صدوره. حيث أن ترسم في المركز 63 (وارتفع لاحقًا للمركز 38) جاعلًا منه الفنان الكوري المُنفرد الأعلى مرتبة في مخطط بيلبورد 200 وقت صدور الميكستايب. وفي 27 سبتمبر عام 2019، أصدر أغنية «تشيكن نودل سوب» بالتعاون مع بيكي جي.

## حياته ومسيرته

### 1994–2012: حياته المُبكرة
ولد جايهوب في الـ18 من شهر فبراير عام 1994 بغوانغجو، كوريا الجنوبية، حيثُ عاش في مسقط رأسه مع والديه وأخته التي تكبره بأربع سنوات. قبل ترسيمه مع بي تي أس كان عضوًا في فريق الرقص الأندرغراوند نيورون وتلقى دروس الرقص في أكاديمية غوانغجو الموسيقية. كان جايهوب ذو شعبية بفضل مهاراته في الرقص قبل ترسيمه؛ وقد فاز بجوائز محلية مُتعددة للرقص بالإضافة إلى حصوله على المركز الأول في مسابقة رقص دولية عام 2008. مهاراته في الرقص قادته في النهاية إلى الاهتمام بالغناء، وساعدته على التقدم لتجارب الأداء كآيدول، وأصبح مُتدرب في شركة بيغ هيت الترفيهية عام 2010. بينما لا يزال مُتدربًا شارك كرابر في أغنية جو كون "Animal" التي تم إصدارها عام 2012.

### 2013–حتى الآن: بي تي أس ونشاطاته
في 13 يونيو عام 2013، ترسم جايهوب كعضو من فرقة بي تي أس في برنامج إم كاونت داون من قناة إمنت مع مسار «نو مور دريم» من ألبوم ترسيمهم 2 كول 4 سكول. وكان ثالث عضو ينضم للفرقة كمُتدرب بعد آر إم وشوقا. مُنذ ذلك الحين شارك جايهوب في عملية صناعة جميع ألبومات بي تي أس.
في 14 يونيو 2019، تعاون جايهوب وزميله في الفرقة ڤي مع الفنانة زارا لارسون بأغنية "A Brand New Day" من أجل لعبة «عالم بي تي أس».

### 2018–حتى الآن: نشاطاته المُنفردة وأول ميكستايب له
صدر جايهوب أول ميكستايب منفرد له في الأول من مارس عام 2018 عالميًا باسم "هوب ورلد" إلى جانب الفيديو الموسيقي للأغنية الرئيسية "Daydream". ثم تم إصدار الفيديو الموسيقي فيما بعد للأغنية الجانبية "Airplane" في 6 مارس. [10] ترسم الميكستايب في المركز 63 ووصل إلى المركز 38 في مخطط بيلبورد 200، مما جعله أعلى ألبوم رتبه لفنان منفرد كوري في المخطط وقتها. أيضًا تصدر "هوب ورلد" المركز 35 في المُخطط الكندي للألبومات والمركز 19 في مخطط الولايات المتحدة لأعلى ألبومات الراب. كما احتلت أغاني الميكستايب الثلاثة: "Daydream" و"Hope World" و"Hangsang" المركز 3 و16 و24 على التوالي في مخطط الأغاني الرقمية العالمي. في الأسبوع المُوالي، ارتفعت الأغاني الثلاثة إلى المركز 1 و6 و11 إلى جانب ثلاث أغاني أخرى إضافية من "هوب ورلد" والتي هي: "Airplane" و"Base Line" و"P.O.P (Piece Of Peace) pt.1) في المركز 5 و6 و12 على التوالي. بينما تصدرت "Daydream" المركز الأول جاعلة من جايهوب الفنان المنفرد الكوري الوحيد وواحد من عشر فرق كورية من بينهم فرقته بي تي أس من الذين استطاعوا تحقيق المركز الأول. بفضل نجاحه المنفرد تمكن جايهوب من دخول مخطط الفنانين المستجدين في المركز الثالث والمركز 97 في مخطط 100 فنان في أسبوع 10 من مارس، ليحتل بعدها المركز 91 في أسبوع 17 من مارس. وهو خامس فنان كوري وثاني منفرد كوري بعد ساي يحقق هذا المركز في مخطط 100 فنان. ارتفع الميكستايب في المُخطط العالمي في 10 بلدان مع دخول Daydream"" إلى 3 مخططات. وقد احتلت المركز 5 في مجلة بيلبورد بمخطط الألبومات العالمية لنهاية السنة.
في 2019، أصدر جايهوب أغنية تعاونية مجانية «تشيكن نودل سوب» في 27 من سبتمبر بالتعاون مع المغنية الأمريكية بيكي جي. ترسمت الأغنية في المركز 81 في مخطط بيلبورد هوت 100 مع 9.7 مليون استماع و11 ألف تحميل عالميًا في نهاية أسبوع 4 أكتوبر، جاعلة من جايهوب أول عضو من بي تي أس يدخل مخطط هوت 100 كفنان مُنفرد وثالث فنان مُنفرد كوري (بعد ساي وسي أل) وسادس فنان كوري عامة. كما أن «تشيكن نودل سوب» حصلت على المركز الأول أيضًا في مُخطط الأغاني الرقمية العالمي وهي ثاني أغنية لجايهوب تحقق هذا بعد أغنية "Daydream" بعام 2018.

## الاسم

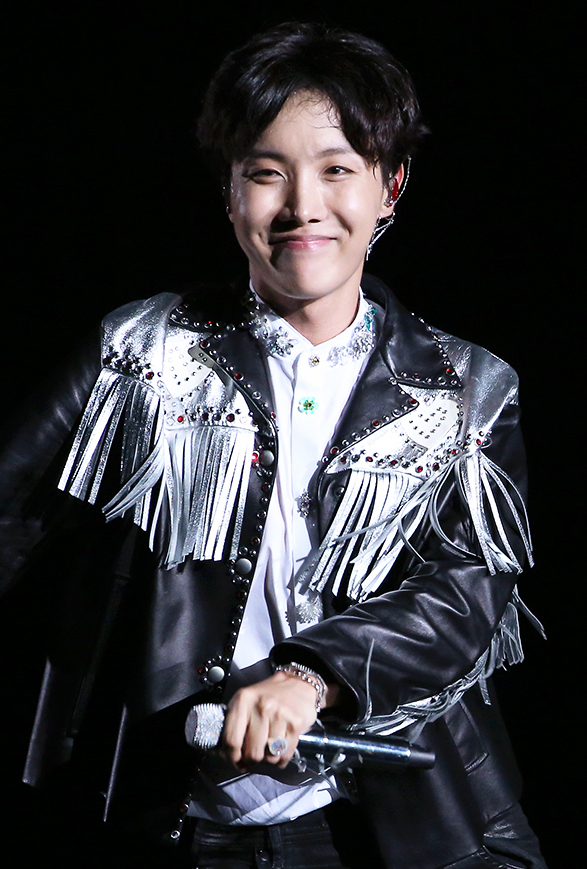
جايهوب يؤدي في ملعب سيؤول الأولمبي في أغسطس من عام 2018 أثناء جولة «لوف يور سيلف» العالمية.

اسمه الفني هو جايهوب (الكورية: 제이홉)، أتى من رغبته في تمثيل «الأمل» من أجل مُعجبيه بالإضافة إلى أن يصبح أمل فرقة بي تي أس. وهو أيضًا مُستوحى من أسطورة «صندوق باندورا»، حيث أنه عندما تم فتح الصندوق وخرجت جميع الشياطين من الداخل إلى العالم الشيء الوحيد الذي تبقى هو الأمل.

## فنه وصورته العامة
يعتبر جايهوب صاحب موسيقى وأداءات مبتهجة وحماسية. حيث تم وصف ميكستايبه «هوب وورلد» بكونه مُنعش بطبيعته ومُتنوع مُوسيقيًا، فهو يتضمن كل من موسيقى سينثبوب، موسيقى تراب، موسيقى هاوس، هيب هوب بديل، فانك، وأسلوب ريترو. كتب جيف بينجامين من مجلة فيوز بأن جو أسلوب أغنية «بلو سايد» الختامية للميسكتايب، «تاركة المُستمعين يشعرون بالفضول حول ما سيقدمه جايهوب فيما بعد». كما مدحت مجلة بيلبورد كلمات أغاني الميكستايب، خاصة كلمات الأغنية الرئيسية "Daydream" لكونها تتمحور وتناقش الصعوبات التي تواجه الآيدولز في مسيرتهم الفنية استنادً على مصادر أدبية متنوعة وعرضه للمواضيع الجادة بطريقة مرحة.
ذكر جايهوب بأن رواية «عشرون ألف فرسخ تحت الماء» لجول فيرن وأعمال كايل وأمين وجوي باداس تُعتبر من المصادر التي استحوى منها أسلوبه وعمله في «هوب وورلد». كما أن فكرة السلام كانت أيضًا الأساس في معظم كلماته، حيث قال جايهوب في إحدى مقابلاته مع مجلة تايم: «سيكون من الرائع أن أصبح جزء من سلام شخص ما من خلال موسيقاي». فكرة «تمثيل الجيل الحديث» قد أحدثت تأثيرًا على أعماله في موسيقى بي تي أس. كما أنه قد تأثر أيضًا بسلسلة الخيال العلمي «دليل المسافر إلى المجرة» لدوغلاس آدمز.
أصدر جايهوب ميكستايبه الأول «هوب وورلد» في الأول من مارس الذي يصور إبداع استثنائي وشخصية أصيلة واتجاه من المشاعر المتماسكة.
في يناير عام 2020، ترشح جايهوب إلى جانب أعضاء بي تي أس آر إم وشوقا ليصبح عضو مُسجل في جمعية حقوق الطبع والنشر للموسيقى في كوريا.

### تأثيره
في عام 2018، حصل جايهوب على جائزة وسام الاستحقاق الثقافي من الدرجة الخامسة لهواقوان من طرف رئيس كوريا الجنوبية إلى جانب باقي أعضاء الفرقة. كما أنه يمتلك التغريدة الأكثر إعجابًا في العالم لسنة 2018 عندما شارك بتحدي "In My Feelings Challenge".

## حياته الشخصية
في عام 2016، قام جايهوب بشراء شقة فخمة في كوريا الجنوبية تصل قيمتها إلى 1.6 مليون دولار لاستعمالاته الخاصة. وبعام 2019، أقام في هانام-دونق بسيؤول، كوريا الجنوبية مع أعضاء فرقته.

### الأعمال الخيرية
في 18 فبراير 2019، تبرع جايهوب بـ100 مليون وون كوري (تقدر بـ89000 دولار أمريكي) لصندوق أطفال كوريا، دعمًا للطلاب الذين التحقوا بمدرسته الثانوية في غوانغجو. وكان قد تبرع سابقًا بـ150 مليون وون (حوالي 133000 دولار أمريكي) لنفس المنظمة في ديسمبر 2018، لكنه طلب أن تكون التبرعات سرية في ذلك الوقت.

## ديسكوغرافيا

### الميكستايب
| الاسم     | معلومات الألبوم | المراكز في المُخططات | المراكز في المُخططات | المراكز في المُخططات | المراكز في المُخططات | المراكز في المُخططات | المراكز في المُخططات | المراكز في المُخططات | المراكز في المُخططات | المراكز في المُخططات | المراكز في المُخططات | المبيعات         |
| الاسم     | معلومات الألبوم | أستراليا            | كندا                | فرنسا               | اليابان             | هولندا              | النرويج             | نيوزيلاندا          | السويد              | بيلبورد 200         | مخطط بيلبورد        | المبيعات         |
| --------- | --- | ------------------- | ------------------- | ------------------- | ------------------- | ------------------- | ------------------- | ------------------- | ------------------- | ------------------- | ------------------- | ---------------- |
| هوب وورلد | - أُصدر: 1 مارس 2018 (عالميًا) 2 مارس 2018 (كوريا الجنوبية) - الشركة: بيغ هيت - النوع: تحميل رقمي، استماع قائمة الأغاني 1. "Hope World" 2. "P.O.P (Piece of Peace) pt.1" 3. "Daydream" 4. "Base Line" 5. "HANGSANG" 6. "Airplane" 7. "Blue Side" | 13                  | 35                  | 160                 | 13                  | 34                  | 14                  | 23                  | 30                  | 38                  | 1                   | - أمريكا: 21,000 |

### أغاني مُنفردة
| الاسم                                                                        | السنة | المراكز في المُخططات | المراكز في المُخططات | المراكز في المُخططات | المراكز في المُخططات | المراكز في المُخططات | المراكز في المُخططات | المبيعات         | الألبوم            |
| الاسم                                                                        | السنة | كندا                | اليابان             | نيوزيلاندا          | المملكة المتحدة     | بيلبورد هوت 100     | بيلبورد             | المبيعات         | الألبوم            |
| ---------------------------------------------------------------------------- | ----- | ------------------- | ------------------- | ------------------- | ------------------- | ------------------- | ------------------- | ---------------- | ------------------ |
| "Daydream"                                                                   | 2018  | —                   | 80                  | —                   | —                   | —                   | 1                   | - أمريكا: 5,000  | هوب وورلد          |
| "Airplane"                                                                   | 2018  | —                   | —                   | —                   | —                   | —                   | 5                   | لا يوجد          | هوب وورلد          |
| "تشيكن نودل سوب" (بالتعاون مع بيكي جي)                                       | 2019  | 55                  | —                   | —                   | 82                  | 81                  | 1                   | - أمريكا: 11,000 | لم يتم إصدار ألبوم |
| "—" تُشير إلى الإصدارات التي لم تدخل المُخطط أو لم يتم إصدارها في تلك المنطقة. |       |                     |                     |                     |                     |                     |                     |                  |                    |

### أغاني دخلت المُخططات
| الاسم                                                                        | السنة | المراكز في المُخططات | المراكز في المُخططات | المراكز في المُخططات | المراكز في المُخططات | المبيعات          | الألبوم            |
| الاسم                                                                        | السنة | المجر               | كوريا               | المملكة المتحدة     | بيلبورد             | المبيعات          | الألبوم            |
| ---------------------------------------------------------------------------- | ----- | ------------------- | ------------------- | ------------------- | ------------------- | ----------------- | ------------------ |
| "Intro: Boy Meets Evil"                                                      | 2016  | —                   | 31                  | —                   | 9                   | - كوريا: 54,404   | وينقز              |
| "Mama"                                                                       | 2016  | —                   | 22                  | —                   | 13                  | - كوريا: 83,332   | وينقز              |
| "Base Line"                                                                  | 2018  | —                   | —                   | —                   | 8                   | غير متوفر         | هوب وورلد          |
| "Hangsang" (بالتعاون مع سوبريم بوي)                                          | 2018  | —                   | —                   | —                   | 11                  | غير متوفر         | هوب وورلد          |
| "هوب وورلد"                                                                  | 2018  | —                   | —                   | —                   | 6                   | غير متوفر         | هوب وورلد          |
| "P.O.P (Piece of Peace) pt.1"                                                | 2018  | —                   | —                   | —                   | 12                  | غير متوفر         | هوب وورلد          |
| "Trivia: Just Dance"                                                         | 2018  | 12                  | 42                  | 61                  | 7                   | - أمريكا: 10,000+ | لوف يور سيلف: آنسر |
| كفنان رئيسي                                                                  |       |                     |                     |                     |                     |                   |                    |
| "Animal (نسخة الراديو)" (جو كون بالتعاون مع جايهوب)                          | 2012  | –                   | 36                  | –                   | –                   | - كوريا: 166,354  | I'm Da One         |
| "—" تُشير إلى الإصدارات التي لم تدخل المُخطط أو لم يتم إصدارها في تلك المنطقة. |       |                     |                     |                     |                     |                   |                    |

### الكتابة
| السنة | الاسم                 | الفنان | الألبوم    | المصدر |
| ----- | --------------------- | ------ | ---------- | ------ |
| 2012  | Animal (نسخة الراديو) | جو كون | I'm Da One | [ 59 ] |

### أغاني أخرى
| السنة | العنوان | النوع              | معلومات أخرى   | مصدر   |
| ----- | ------- | ------------------ | -------------- | ------ |
| 2015  | 1 Verse | تحميل رقمي، استماع | لا يوجد        | [ 60 ] |
| 2018  | Ddaeng  | تحميل رقمي، استماع | مع آر إم وشوقا | [ 61 ] |

## فيلموغرافيا

### برامج تلفزيونية
| العام | القناة   | البرنامج          | الدور | ملاحظة               | مراجع. |
| ----- | -------- | ----------------- | ----- | -------------------- | ------ |
| 2016  | أس بي أس | إنكيغايو          | مُضيف  | مع في ومونبيول وويين | [ 62 ] |
| 2016  | إم بي سي | شوو! أوماك جونشيم | مُضيف  | مع جونقكوك           | [ 63 ] |
| 2017  | إمنت     | إم كاونت داون     | مُضيف  | مع راب مونستر وجيمين | [ 64 ] |
| 2017  | إمنت     | إم كاونت داون     | مُضيف  | مع جيمين وجين        | [ 65 ] |
| 2019  | إم بي سي | تحت التاسعة عشر   | نفسه  | ظهر في الحقلة 10     | [ 66 ] |

### الفيديو كليبات
| العام | العنوان    | المدة | المخرج                  | مراجع. |
| ----- | ---------- | ----- | ----------------------- | ------ |
| 2018  | "Daydream" | 3:48  | يونغ-سوك تشوي (لومبينز) | [ 67 ] |
| 2018  | "Airplane" | 3:21  | جي دي دابليو            | [ 67 ] |

### الأفلام القصيرة والإعلانات الترويجية
| العام | العنوان          | المدة | المخرج                  | مراجع. |
| ----- | ---------------- | ----- | ----------------------- | ------ |
| 2016  | "Boy Meets Evil" | 2:52  | جي دي دابليو            | [ 68 ] |
| 2016  | "MAMA"           | 2:51  | يونغ-سوك تشوي (لومبينز) | [ 69 ] |

## مُلاحظات
1. ↑  أغنية "Daydream" لم تدخل مخطط أشهر 40 أغنية بنيوزلاندا أو مخطط الأغاني، لكنها احتلت المركز 7 في مخطط Heatseeker للأغاني بنيوزلاندا.[49]
2. ↑  لم تدخل أغنية "تشكين نودل سوب" مخطط أعلى 40 أغنية بنيوزيلاندا، لكنها احتلت المركز 13 بمخطط أشهر الأغاني بنيوزلاندا.[50]

## روابط خارجية
- جايهوب على موقع IMDb (الإنجليزية)
- جايهوب على موقع ميتاكريتيك (الإنجليزية)
- جايهوب على موقع ميوزك برينز (الإنجليزية)
- جايهوب على موقع أول موفي (الإنجليزية)
- جايهوب على موقع أول ميوزيك (الإنجليزية)
- جايهوب على موقع ديسكوغز (الإنجليزية)
- جايهوب على موقع قاعدة بيانات الفيلم (الإنجليزية)